# Relaciones México-Venezuela
La República Bolivariana de Venezuela y los Estados Unidos Mexicanos establecieron relaciones diplomáticas en 1831, sin embargo, las relaciones diplomáticas entre ambas naciones han sido históricamente inestables en varias ocasiones. Durante la Crisis presidencial de Venezuela, México adoptó una posición neutral y ha seguido manteniendo relaciones diplomáticas con el gobierno del presidente Nicolás Maduro.
Ambas naciones son miembros de la Asociación de Estados del Caribe, de la Comunidad de Estados Latinoamericanos y del Caribe, de la Organización de Estados Americanos, de la Organización de Estados Iberoamericanos y de las Naciones Unidas.

## Historia

### SigloXIX

Placa conmemorativa de la estancia de Simón Bolívar en la Ciudad de México en 1799.

Tanto México como Venezuela comparten una historia común en el hecho de que ambas naciones fueron una vez parte del Imperio español. Durante la época colonial española, México se conocía entonces como Nueva España, y la capital era Ciudad de México, mientras que Venezuela era gobernada desde el Virreinato de Nueva Granada en Bogotá.
En 1799, al Puerto de Veracruz llegaba el barco San Ildefonso, que transportaba al joven Simón Bolívar. Tenía como destino Madrid, lugar donde continuaría su educación. Sin embargo, hizo una primera escala en Veracruz, ya que el puerto de La Habana estaba bloqueado por la Royal Navy, hecho que aprovechó para recorrer Puebla y la Ciudad de México donde se entrevistó con el Virrey Miguel José de Azanza y con la Güera Rodríguez, hermana de la marquesa de Uluapa.
En 1810, tanto México como Venezuela declararon su independencia de España con cada nación obteniendo la independencia en 1821 y 1830, respectivamente. El presidente Guadalupe Victoria ofreció su total apoyo a la Unión Panamericana propuesta por Simón Bolívar en el Congreso Anfictiónico de Panamá, que se tradujo en la firma de un acuerdo denominado Tratado de Unión, Liga y Confederación Perpetua entre las repúblicas de Colombia, América Central, Perú y los Estados Unidos Mexicanos. También proporcionó ayuda financiera a Simón Bolívar para obtener la independencia total del Perú de España.
Poco después de obtener la independencia, el emperador Agustín de Iturbide de México se puso en contacto con el presidente Simón Bolívar informándole de su ascensión al trono mexicano y diciéndole su admiración personal por Bolívar después de enterarse de su valor heroico y su éxito Campañas militares. En 1831, ambas naciones establecieron formalmente relaciones diplomáticas cuando Venezuela se independizó luego de romper con la Gran Colombia.
En 1842, ambas naciones acreditaban embajadores en los países del otro. El embajador de México en Venezuela estaba en Bogotá, Colombia, mientras que el embajador de Venezuela en México estaba en Washington D. C., Estados Unidos. Al ocurrir la intervención francesa en México, el general José Antonio Páez, que había sido condecorado con la Orden de Guadalupe en 1854, tuvo una reacción solidaria hacia México y manifestó a Matías Romero, embajador mexicano ante el gobierno de los Estados Unidos, "las más vivas simpatías por la causa de México" y se ofreció a luchar por la misma. Para ello, aseveró, pondría en dicho objeto "sus relaciones, sus recursos y su persona misma junto con otros militares que estaban en la mejor disposición de tomar partido contra los franceses".

Posteriormente, a raíz de la disputa de límites entre Venezuela y la Gran Bretaña, Porfirio Díaz en su informe al Congreso en 1896, respondió a lo expuesto por el secretario de Estado estadounidense Richard Olney de aplicar la Doctrina Monroe:
"Cada república del hemisferio por medio de una declaración semejante a la del presidente Monroe, debería proclamar que todo ataque de cualquier potencia extraña, dirigido a menoscabar el territorio o la independencia, o cambiar las instituciones de una de las repúblicas americanas, sería considerado por la nación declarante como ofensa propia"

### SigloXX
En 1916, México envió a su primer embajador residente con sede en Caracas, sin embargo, las relaciones diplomáticas se tensaron en 1922, puesto que Venezuela no había establecido allí un embajador residente en México. En 1922, México, bajo protesta, cerró su embajada en Caracas. En septiembre de 1923, México rompió relaciones diplomáticas con Venezuela después de que el país negara la entrada de nacionales mexicanos que llegaban al país para participar en actividades culturales que se llevaban a cabo en Venezuela. En 1931 un grupo de guerrilleros comunistas venezolanos y mexicanos emprendieron la Toma de Capatárida con el objetivo de derrocar al dictador Juan Vicente Gómez, cosa que no se logró. Las relaciones diplomáticas de ambas naciones se re-establecerían en junio de 1933.
Durante la década de 1940, las relaciones diplomáticas normalizadas entre las dos naciones y los embajadores residentes fueron designados a cada capital de las naciones, respectivamente. En 1946, el presidente Rómulo Betancourt fue el primer jefe de Estado venezolano en visitar México. Durante la década de 1950, tras el Golpe de Estado en Venezuela de 1948, el país es gobernado por el general Marcos Pérez Jiménez. A raíz de esto, importantes venezolanos del gobierno depuesto, entre ellos el expresidente y escritor Rómulo Gallegos, el ministro de relaciones exteriores y poeta, Andrés Eloy Blanco y el futuro fundador de la Organización de Países Exportadores de Petróleo, Juan Pablo Pérez Alfonzo, se exilian en México. En enero de 1960, el presidente Adolfo López Mateos fue el primer jefe de Estado mexicano en visitar Venezuela mientras viajaba a Sudamérica. Desde las visitas iniciales, ha habido varias visitas de alto nivel entre las dos naciones. Desde entonces, las relaciones entre las dos naciones han sido amistosas.

### Presidencia de Hugo Chávez
En 1995, México y Venezuela, junto con Colombia, firmaron un Acuerdo de Libre Comercio (G-3), sin embargo, Venezuela se retiró del acuerdo en 2006. La participación reciente en la industria petrolera por parte de ambos países, así como la adhesión de México a la Asociación de Libre Comercio de América del Norte en 1994, han dado lugar a varias disputas entre la Dos naciones. Durante el mandato del presidente mexicano Vicente Fox entre 2000 y 2006, los vínculos entre los dos países se tornaron críticamente tensos. En noviembre de 2005, la cooperación entre Fox y los Estados Unidos en el estancamiento de la propuesta de la Cumbre de las Américas de Mar del Plata (Cuarta Cumbre de las Américas) llevó a las relaciones a un punto de ebullición.
El presidente venezolano Hugo Chávez declaró en un discurso el 10 de noviembre de 2005 a los partidarios de Caracas que se entristeció que "el presidente de un pueblo como los mexicanos se deja convertir en el perrito del imperio". En su programa de entrevistas semanales Aló Presidente, tres días después, declaró que el presidente mexicano estaba "sangrando de sus heridas" y le advirtió a Fox que no se "ensucie" con él". El gobierno venezolano no respondió a la demanda de México, y ambos países retiraron a sus respectivos embajadores dentro de dos días de la declaración de la charla, a partir de la conflicto diplomática de México y Venezuela.
En agosto de 2007, después de dos años de ausencia diplomática en ambos países, se restablecieron las relaciones normales con el nombramiento del excanciller Roy Chaderton como enviado de Venezuela en la Ciudad de México y la transferencia de Jesús Mario Chacón Carrillo, anteriormente mexicano Embajador en Colombia, a Caracas.

### Presidencia de Nicolás Maduro
Después de la elección del presidente Nicolás Maduro en abril de 2013, el gobierno mexicano ha enfatizado aún más los estrechos vínculos entre ambos países y la voluntad de superar las diferencias en cuanto a estructuras políticas y relaciones con Estados Unidos. Sin embargo, en enero de 2015 el presidente Maduro acusó al expresidente mexicano, Felipe Calderón Hinojosa de conspirar con la oposición para matarlo y derribar su gobierno. Maduro acusó a Calderón de tener vínculos con carteles de la droga.
El 20 de abril de 2018 el Senado Mexicano aprobó un Punto de Acuerdo en la que se puntualiza, entre otras cosas, rechazar las elecciones presidenciales de Venezuela de 2018 programadas para el 20 de mayo, la congelación de bienes de funcionarios del gobierno de Nicolás Maduro y la prohibición de entrada al país de éstos. Los altos cargos del Estado venezolano que fueron sancionados fueron Antonio Benavides Torres, excomandante de la Guardia Nacional Bolivariana (GNB), Delcy Rodríguez, presidente de la Asamblea Nacional Constituyente, Diosdado Cabello, vicepresidente del Partido Socialista Unido de Venezuela (PSUV), Maikel Moreno, presidente del Tribunal Supremo de Justicia (TSJ), Néstor Reverol, ministro de Interior, Justicia y Paz, Tarek William Saab, fiscal general, y Tibisay Lucena, presidente del Consejo Nacional Electoral (CNE).
En julio de 2018, Andrés Manuel López Obrador fue elegido Presidente de México. En diciembre de 2018, el presidente Maduro llegó a México para asistir a la toma de posesión del Presidente López Obrador. En enero de 2019, los Estados Unidos y varias naciones latinoamericanas y europeas, reconocieron al líder de la oposición Juan Guaidó que se declaró Presidente de Venezuela. El 23 de enero de 2019, el presidente López Obrador reiteró la postura tradicional de no intervención de México en los asuntos de otros países y se negó a reconocer a Juan Guaidó como Presidente.
Desde 2018, miles de venezolanos han emigrado a México para escapar de la pobreza y el crimen en su país. La mayoría de los venezolanos en México han solicitado y se les ha otorgado el estatuto de refugiado en México.
En octubre de 2023, el presidente Nicolás Maduro realizó una visita a México para asistir a una Cumbre sobre Migración en Palenque, Chiapas.

## Visitas de alto nivel

Presidente venezolano Luis Herrera Campíns asistiendo a la Cumbre Norte-Sur en Cancún, 1981.

Visitas presidenciales de México a Venezuela
- Presidente Adolfo López Mateos (1960)
- Presidente Luis Echeverría Álvarez (1974)
- Presidente Miguel de la Madrid Hurtado (1984)
- Presidente Carlos Salinas de Gortari (1989, 1990, 1992)
- Presidente Ernesto Zedillo (1997, 1998)
- Presidente Vicente Fox (2001)
- Presidente Felipe Calderón (2011)
- Presidente Enrique Peña Nieto (2013)

Visitas presidenciales de Venezuela a México
- Presidente Rómulo Betancourt (1946, 1963)
- Presidente Carlos Andrés Pérez (1975, 1991)
- Presidente Luis Herrera Campíns (abril y octubre de 1981)
- Presidente Jaime Lusinchi (1985, 1986, 1987)
- Presidente Rafael Caldera (1997)
- Presidente Hugo Chávez (2002, 2004, 2010)
- Presidente Nicolás Maduro (2018, 2021, 2023)

## Acuerdos bilaterales
Ambas naciones han firmado varios acuerdos bilaterales, como un Acuerdo de Cooperación Técnica (1973); Acuerdo de Cinematografía (1974); Acuerdo sobre transporte aéreo (1987); Acuerdo de Cooperación Turística (1988); Acuerdo para la prevención, el control, la supervisión y la represión del consumo y el tráfico ilícitos de estupefacientes y sustancias psicotrópicas (1989); Acuerdo de Cooperación en materia de Sentencias Penales (1996); Tratado sobre asistencia judicial recíproca en materia penal (1997); Acuerdo de Cooperación Educativa y Cultural (1997); Tratado de Extradición (1998) y un Acuerdo de Cooperación en Ciencia, Tecnología, Innovación Espacial y para los Usos Pacíficos del Espacio Exterior (2005).

## Transporte
Hay vuelos directos entre Caracas con Cancún y la Ciudad de México con la aerolínea Conviasa.

## Comercio

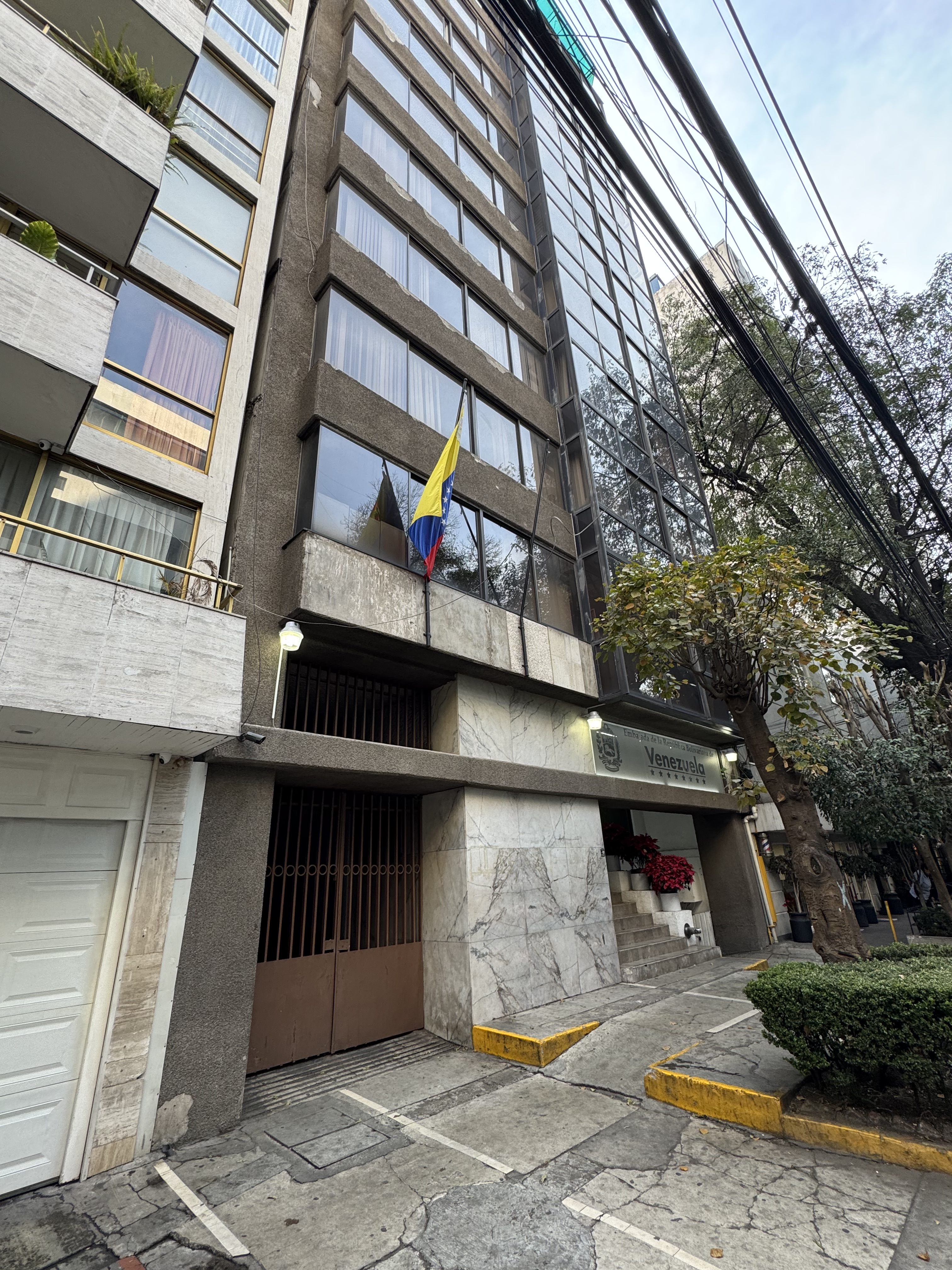
Embajada de Venezuela en la Ciudad de México.

En 2023, el comercio bilateral entre ambas naciones ascendió a $373.4 millones de dólares. Las principales exportaciones de México a Venezuela incluyen: maíz, alimentos para bebés, champú, papel y maquinaria. Las principales exportaciones de Venezuela a México incluyen: maquinaria para hacer acero, materiales de construcción y semillas de sésamo.
Empresas multinacionales mexicanas como FEMSA, Grupo Bimbo, Mabe y Orbia (entre otras) operan en Venezuela.

## Misiones diplomáticas residentes
- México tiene una embajada en Caracas.[30]
- Venezuela tiene una embajada en la Ciudad de México.[31]